# Рейно, Мишель
Мишель Рейно (фр. Michel Raynaud, 16 июня 1938, Рьом, Франция — 10 марта 2018) — французский математик, специалист по алгебраической геометрии, профессор Университета Париж-юг XI, член-корреспондент Французской академии наук (1994), лауреат премии Ампера (1987) и премии Коула (1995).

## Биография
Мишель Рейно родился в Рьоме 16 июня 1938 года. Его родители жили в Шатель-Гийоне, там же Мишель начал учиться в школе, а в более старшем возрасте учился в школах в Рьоме и Клермон-Ферране. В 1958 году он поступил в Высшую нормальную школу в Париже. В 1961 году Рейно показал лучший результат на общефранцузском экзамене для школьных учителей. Он продолжал учиться в Высшей нормальной школе до 1962 года, там же он встретил свою будущую жену Мишель Шомартен (Michèle Chaumartin). В 1962 году они поженились; впоследствии, в 1970 году, у них родился сын Ален (Alain).
В 1962 году, после окончания Высшей нормальной школы Мишель Рейно был принят на работу в Национальный центр научных исследований Франции (CNRS), где он проработал до 1967 года. С 1962 года Мишель Рейно и его жена посещали семинар по алгебраической геометрии в Институте высших научных исследований (IHÉS), который вёл Александр Гротендик. Гротендик стал научным руководителем и Мишеля, и его жены. В 1968 году Мишель Рейно защитил диссертацию на тему «Множественные расслоения на групповых схемах и однородных пространствах» (фр. Faisceaux amples sur les schemas en groupes et les espaces homogenes).
С 1967 года Рейно работал в должности профессора в Университете Париж-юг XI, расположенном в Орсе, — там он проработал до своего ухода на пенсию в 2001 году. Кроме этого, в 1976 году Рейно организовал Группу арифметики и алгебраической геометрии (фр. Équipe d’arithmétique et géométrie algébrique), входившую в Национальный центр научных исследований (CNRS). Он был руководителем этой группы до 1983 года. В 1985 году Мишель Рейно и Люк Иллюзи организовали Семинар по арифметике и алгебраической геометрии — SAGA (фр. Séminaire d’arithmétique et géométrie algébrique), который приобрёл большую популярность (и продолжал функционировать по состоянию на 2018 год).
В 1970 году Рейно был приглашённым докладчиком на Международном конгрессе математиков в Ницце. В 1987 году он получил премию Ампера Французской академии наук. В 1994 году он был избран членом-корреспондентом Французской академии наук. В 1995 году совместно с американским математиком Дэвидом Харбатером Рейно был удостоен премии Коула по алгебре. В связи с его уходом на пенсию в июне 2001 года в Орсе была проведена конференция «Алгебраическая геометрия и приложения в теории чисел».
Начиная с 1960-х годов Мишель Рейно и его жена активно занимались спортом — теннисом, горными лыжами и скалолазанием. В ноябре 2017 года у него обнаружили опухоль мозга. Большая часть этой опухоли была удалена во время операции, сделанной в декабре 2017 года. Тем не менее в феврале 2018 года его состояние опять ухудшилось, он был госпитализирован и впал в кому. Мишель Рейно скончался 10 марта 2018 года.

## Научные результаты
Хотя Рейно работал в основном в области алгебраической геометрии, его научный вклад касается ряда смежных областей математики. Рейно доказал обобщение гипотезы Манина — Мамфорда. Ему удалось найти доказательство гипотезы Абьянкара. Вскоре после этого результаты Рейно были обобщены на более общий случай Дэвидом Харбатером. В 1995 году за доказательство гипотезы Абьянкара Рейно и Харбатер получили премию Коула по алгебре. Рейно разработал новый подход к так называемой «жёсткой геометрии» (англ. rigid geometry). Он развил результаты Александра Гротендика, связанные с понятием плоскостности в алгебраической геометрии. Ряд работ Рейно посвящён функтору Пикара и моделям Нерона, а также теории групповых схем. Рейно занимался вопросами, связанными с теорией Картье — Дьёдонне (англ. Cartier-Dieudonné theory) и кристальными когомологиями, он также внёс вклад в геометрию кривых и плоскостей. В 1960-х и 1970-х годах ряд результатов, полученных Рейно, был доложен на семинарах Бурбаки.

## Премии и почётные звания
- Премия Ампера[фр.] (1987)[10]
- Премия Коула по алгебре (1995, совместно с Дэвидом Харбатером[англ.])[7]
- Член-корреспондент Французской академии наук (1994)[6]

### Монографии
- Michel Raynaud. Faisceaux amples sur les schemas en groupes et les espaces homogenes («Множественные расслоения на групповых схемах и однородных пространствах»). Lecture Notes in Mathematics, Vol. 119, Springer, 1970, ISBN 978-3540049081
- Michel Raynaud. Anneaux locaux Henséliens («Локальные гензелевы кольца»). Lecture Notes in Mathematics, Vol. 169, Springer, 1970,  ISBN 978-3540052838
- Siegfried Bosch[нем.], Werner Lütkebohmert[нем.], and Michel Raynaud. Néron models («Модели Нерона»). Ergebnisse der Mathematik und ihrer Grenzgebiete (3. Folge: A Series of Modern Surveys in Mathematics), Band 21, Springer, 1990, ISBN 978-3540505877